# Агата фон Золмс-Лаубах
Агата фон Золмс-Лаубах (на немски: Agatha von Solms-Laubach; * 16 септември 1585 в Лаубах; † 13 ноември 1648) е графиня на Солмс-Лаубах и чрез женитба графиня на Раполтщайн (днес Рибовил) и Рибопиер в Елзас.

## Произход
Тя е дъщеря на граф Йохан Георг I фон Золмс-Лаубах (1546 – 1600) и съпругата му Маргарета фон Шьонбург-Глаухау (1554 – 1606), вдовица на граф Вилхелм II фон Хонщайн-Фирраден-Шведт (ок. 1500 – 1570), дъщеря на фрайхер Георг I фон Шьонбург-Глаухау (1529 – 1585) и Доротея Ройс-Грайц (1522 – 1572).

## Фамилия
Агата фон Золмс-Лаубах се омъжва на 22 октомври 1609 г. в Бирленбах, Елзас за граф Еберхард фон Раполтщайн (* 12 март 1570; † 27 август 1637 в Страсбург), син на граф Егенолф III фон Раполтщайн (1527 – 1585) и втората му съпруга Мария фон Ербах (1541 – 1606) Тя е втората му съпруга. Еберхард фон Раполтщайн е камерхер на император Матиас. Бракът е бездетен.
Агата фон Золмс-Лаубах умира на 3 ноември 1648 г. на 63 години.